# Rob James-Collier

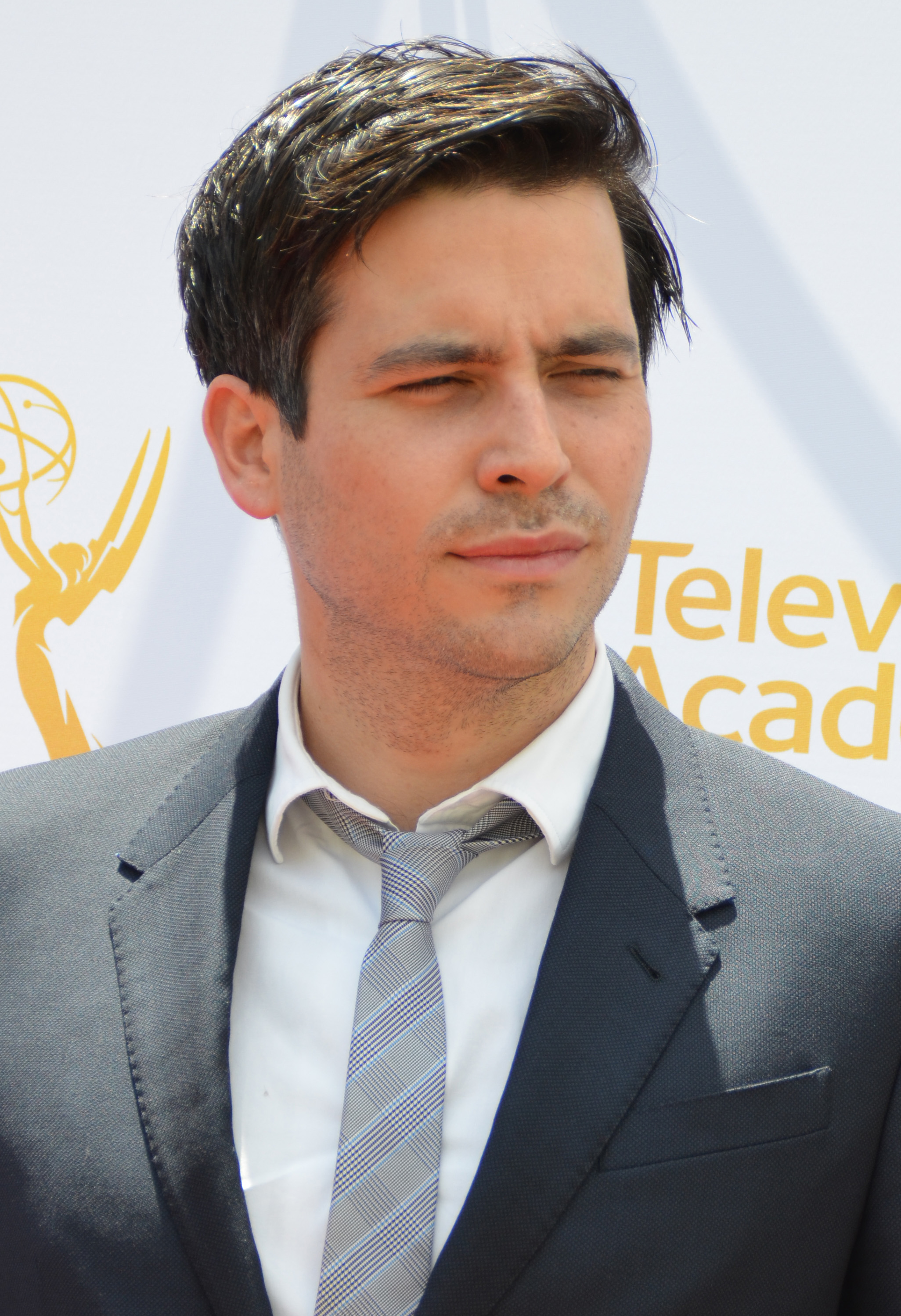
Rob James-Collier (2014)

Robert „Rob“ James-Collier (* 23. September 1976 in Stockport, Greater Manchester) ist ein britischer Schauspieler. Bekannt wurde er vor allem durch seine Rollen in den Fernsehserien Coronation Street und Downton Abbey.

## Leben
James-Collier studierte Wirtschaftswissenschaften an der Huddersfield University Business School und schloss sein Studium mit einem Master in Marketing am University of Manchester Institute of Science and Technology (UMIST) ab.
Seine erste Schauspielerfahrung sammelte er bei einem Studienprojekt eines befreundeten Kunststudenten. Kurz darauf begann der zu dieser Zeit noch als Marketing-Assistent tätige James-Collier mit Schauspielunterricht. 2005 erhielt er seine erste Rolle in der BBC-One-Produktion Down To Earth. Zwischenzeitlich war er auch als Model tätig.
Im Jahr darauf folgte die Rolle als Liam Connor in der ITV-Seifenoper Coronation Street, die er bis zum Jahr 2008 spielte. Die Rolle brachte ihm mehrere Preise bei den British Soap Awards ein. Er beendete sein Engagement bei Coronation Street, da er nicht länger auf diese eine Rolle festgelegt sein wollte. Im Jahr 2010 erhielt er die Rolle des Dieners Thomas Barrow in der ITV-Produktion Downton Abbey, die er bis zum Abschluss der Serie mit der sechsten Staffel 2015 und in den Kinofilmen von 2019 und 2022 spielte.

## Filmografie (Auswahl)
- 2005: Down to Earth (Fernsehserie, 1 Episode)
- 2005: Perfect Day (Fernsehfilm)
- 2006–2008: Coronation Street (Fernsehserie, 330 Episoden)
- 2010–2015: Downton Abbey (Fernsehserie, 52 Episoden)
- 2011: Söldner – Gesetzlos und gefürchtet (Mercenaries)
- 2012: Love Life (Fernsehserie, 3 Episoden)
- 2012: Spike Island
- 2013: Wayland’s Song
- 2015: A Christmas Star
- 2017: The Ritual
- 2019: Death in Paradise (Fernsehserie, Episode 8x01)
- 2019: Vera – Ein ganz spezieller Fall (Vera, Fernsehserie, Episode 9x03)
- 2019–2022: Ackley Bridge (Fernsehserie, 26 Episoden)
- 2019: Downton Abbey
- 2021–2022: Fate: The Winx Saga (Fernsehserie, 13 Episoden)
- 2022: Downton Abbey II: Eine neue Ära (Downton Abbey: A New Era)
- 2023: The Inheritance (Fernsehserie, 4 Episoden)
- 2023: The Long Shadow (Fernsehserie, 2 Episoden)
- seit 2024: Generation Z (Fernsehserie)

## Auszeichnungen
- 2007: British Soap Awards für Coronation Street in der Kategorie Sexiest Male
- 2007: Inside Soap Awards für Coronation Street in der Kategorie Best Newcomer
- 2007: Inside Soap Awards für Coronation Street in der Kategorie Sexiest Male
- 2008: British Soap Awards für Coronation Street in der Kategorie Sexiest Male
- 2009: British Soap Awards für Coronation Street in der Kategorie Best Exit
- 2013: Screen Actors Guild Award für Downton Abbey in der Kategorie Bestes Schauspielensemble – Drama